# Intelsat 16
Intelsat 16 (früher auch PAS-11R genannt) ist ein Fernsehsatellit des International Telecommunications Satellite Consortium (Intelsat). Er wurde von der Firma Orbital Sciences Corporation gebaut und am 12. Februar 2010 durch ILS mit einer Proton-Trägerrakete von Baikonur aus ins All befördert. Seine Lebensdauer beträgt voraussichtlich 15 Jahre, wobei durch die direkte Ablieferung des Satelliten durch die Bris-M Oberstufe im geostationären Orbit der Treibstoffverbrauch des Satellitenantriebs verringert wurde, wodurch seine Lebensdauer auch darüber hinaus verlängert werden kann.

## Empfang
Intelsat 16 soll von seiner Position aus Brasilien und Mexiko mit Video- und Datendiensten (Satellitenfernsehen von DirecTV für SKY Mexico und SKY Brazil zum Teil in HD-Qualität) versorgen. Dazu stehen ihm zwei ausklappbare Antennen mit je 2,3 Metern Durchmesser und eine auf dem Satelliten montierte elliptische Antenne mit 0,9 Metern Durchmesser sowie 22 Ku-Band-Transponder mit Wanderfeldröhrenverstärkern innzwei Gruppen mit einer 12-für-9-Redundanz zur Verfügung.